# Tiểu mãn
Tiểu mãn (phồn thể: 小滿; giản thể: 小满; bính âm: ‘‘xiǎomǎn’’) là một trong 24 tiết khí của các lịch Trung Quốc, Việt Nam, Nhật Bản, Triều Tiên. Nó thường bắt đầu vào khoảng ngày 21 hay 22 tháng 5 dương lịch, khi Mặt Trời ở xích kinh 60° (kinh độ Mặt Trời bằng 60°). Đây là một khái niệm trong công tác lập lịch của các nước Đông Á chịu ảnh hưởng của nền văn hóa Trung Quốc cổ đại. Ý nghĩa của tiết khí này, đối với vùng Trung Hoa cổ đại, là Lũ nhỏ, duối vàng.
Theo quy ước, tiết tiểu mãn là khoảng thời gian bắt đầu từ khoảng ngày 21 hay 22 tháng 5 khi kết thúc tiết lập hạ và kết thúc vào khoảng ngày 5 hay 6 tháng 6 trong lịch Gregory theo các múi giờ Đông Á khi tiết mang chủng bắt đầu.
Lịch Trung Quốc, cũng như lịch ở các nước Đông Á cổ đại bao gồm Việt Nam, bị nhiều người lầm là âm lịch thuần túy, dẫn đến ngộ nhận về việc tiết khí nói chung và Tiểu mãn nói riêng được tính theo chu kỳ của Mặt Trăng quay xung quanh Trái Đất. Trên thực tế lịch Trung Quốc cổ đại là một loại âm dương lịch, trong đó tiết khí, từ thời Hán Vũ Đế, đã được tính theo vị trí của Trái Đất trong chu kỳ chuyển động trên quỹ đạo xung quanh Mặt Trời. Theo cách tính hiện đại, với điểm xuân phân là gốc có kinh độ Mặt Trời bằng 0°, thì điểm diễn ra hay bắt đầu tiết tiểu mãn ứng với kinh độ Mặt Trời bằng 60°. Ngày diễn ra hay bắt đầu tiết tiểu mãn do vậy được tính theo cách tính của dương lịch hiện đại và nó thông thường rơi vào ngày 21 hay 22 tháng 5 dương lịch tùy theo từng năm. Ở Nam bán cầu, tiết Tiểu mãn bắt đầu từ 22 hay 23 tháng 11. Tiết khí đứng ngay trước tiểu mãn là lập hạ và tiết khí kế tiếp sau là mang chủng.